# Stroik (chordofony)

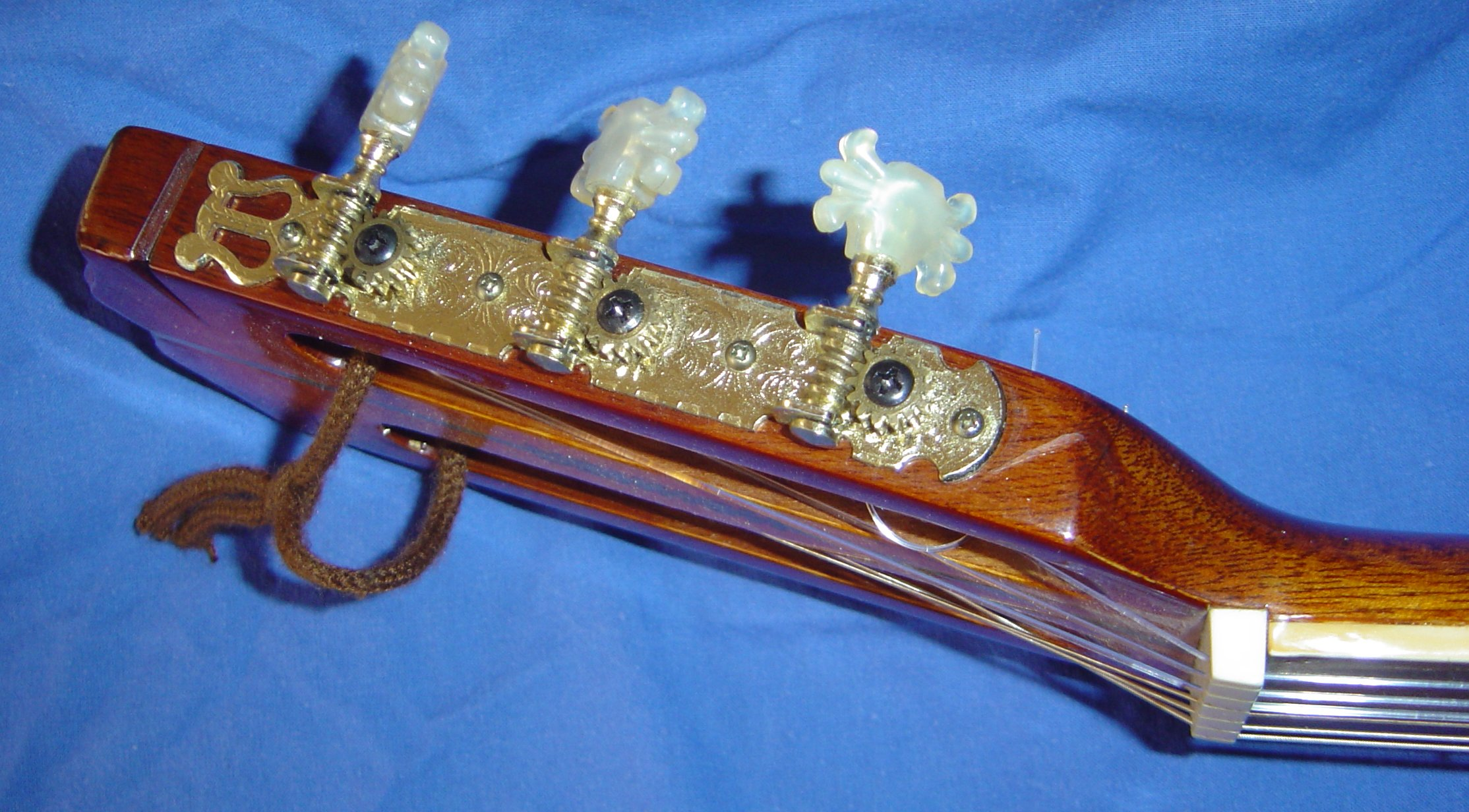
Stroiki zamontowane na główce gitary klasycznej.

Stroik (również klucz, kluczyk, maszynka) – element instrumentów strunowych począwszy od skrzypiec przez kontrabas po gitarę zamontowany najczęściej na główce odpowiadający za strojenie (przez zwiększanie lub zmniejszanie napięcia strun) i trzymanie stroju instrumentu. Jeden stroik odpowiada jednej strunie. Od jakości klucza zależy jak precyzyjnie i sprawnie można nastroić instrument oraz jak długo nie będzie on wymagał ponownego strojenia.